# Finanzgarten

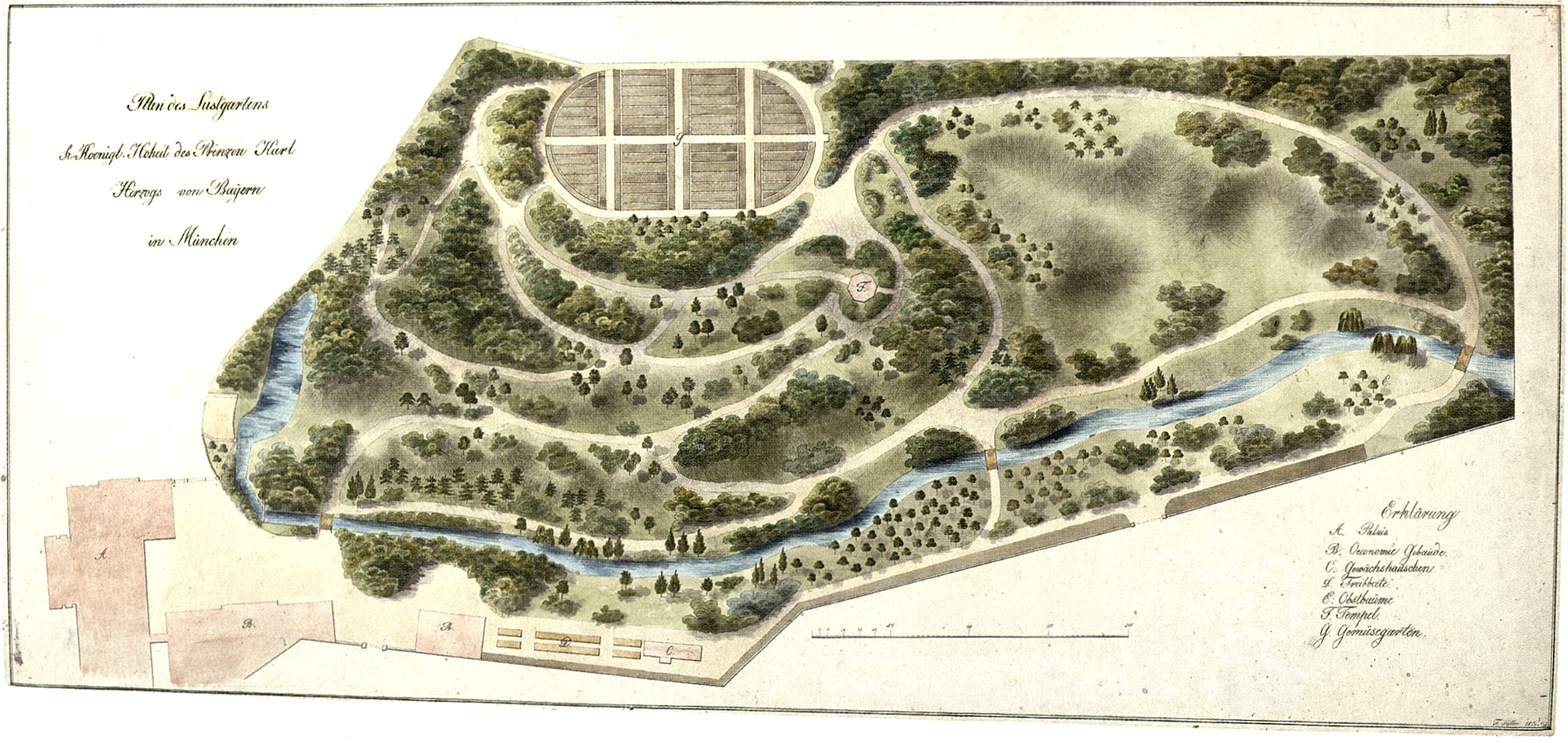
Plan des Lustgartens von 1837

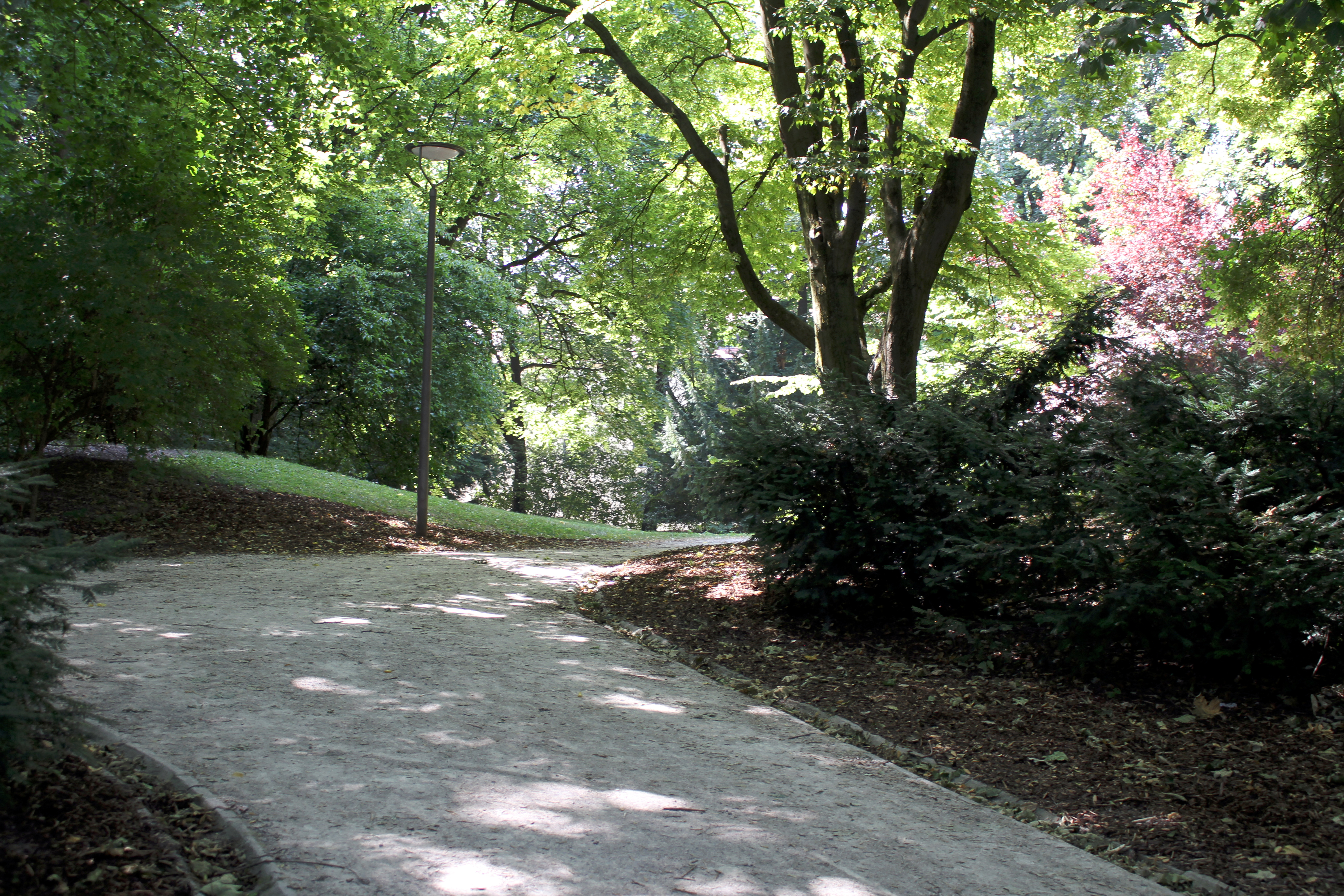
Finanzgarten

Der Finanzgarten oder auch Finanzgärtchen ist eine Grünanlage von etwa zwei Hektar Größe in der Innenstadt Münchens zwischen dem Hofgarten und Englischen Garten. Die Gartenlandschaft mit einer markanten Erhebung entstand auf dem Gelände einer Bastion aus dem Dreißigjährigen Krieg und ist vorwiegend bewaldet.
Das Grundstück gehört dem Freistaat Bayern und es wird durch die Bayerische Verwaltung der staatlichen Schlösser, Gärten und Seen unterhalten.

## Geschichte

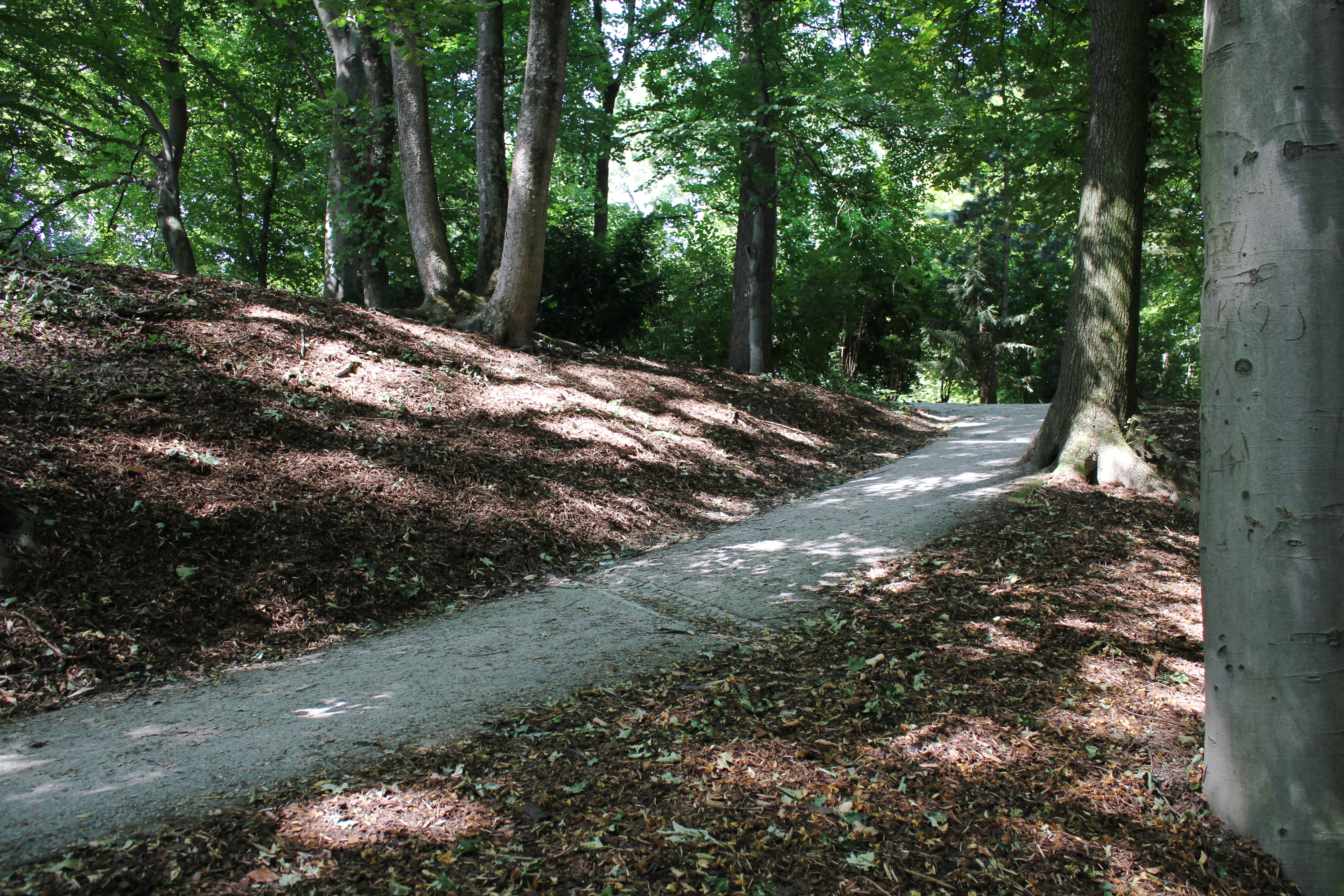
Anstieg auf die ehemalige Bastion von Osten

Der so genannte Dritte Münchner Mauerring aus dem Dreißigjährigen Krieg wurde mit weit ausladenden Bastionen als Schutz vor der aufgekommenen Artillerie errichtet. Er schloss im Norden erstmals den Hofgarten in die Stadt mit ein, so dass die Reste der Wallanlagen an den damaligen Lustgarten der Münchner Residenz anschlossen.
Am Ende des Dreißigjährigen Krieges waren die Befestigungen militärtechnisch bereits überholt. Das Gelände des heutigen Parks wurde deshalb nicht mehr zum Schutz der Stadt benötigt und um 1665 dem Theatinerkloster bei dessen Gründung als Nutzgarten überlassen. Deshalb blieb die Bastion innerhalb des Gartens als einzige des ehemaligen Münchner Walls erhalten. Noch vor der Säkularisation wurde das Kloster aus finanziellen Gründen 1802 aufgelöst.
Der Garten wurde öffentlich versteigert; Käufer war der Abbé von Salabert, der als ehemaliger Erzieher des amtierenden Kurfürsten Max IV. Joseph eine hohe Stellung am Hof hatte. Salabert kaufte weitere, im Osten anschließende Grundstücke hinzu, bis ihm die Flächen von der Landstraße nach Schwabing, der heutigen Ludwigstraße bis zur Nordostecke der Altstadt gehörten. Sein Vorgehen bei den Käufen wird als „intrigenreich“ beschrieben. Er soll sich die Unterstützung des Hofes zu Enteignungen der Grundbesitzer gesichert haben, in dem er angab, die Zierde des inzwischen nördlich anschließend angelegten Englischen Gartens fördern zu wollen. Salabert ließ das unterhalb der Bastion verlaufende Palaisbächl als romantischen Wasserlauf gestalten und ein Wegenetz zum Lustwandeln einrichten. Auf der ehemaligen Bastei führte er die Gemüsebeete des ehemaligen Klostergartens weiter und auf dem höchsten Punkt ließ er einen Gartenpavillon über einer Grotte anlegen, der auch als Tempel bezeichnet wurde. 1804 gab er den Bau eines Palais im Osten des Grundstückes bei dem Architekten Karl von Fischer in Auftrag; es entstand das spätere Prinz-Carl-Palais. Dieser Bau widersprach Salaberts Argumentation mit dem Interesse des Englischen Gartens, denn seitdem war der öffentliche Zugang vom Hofgarten zum Englischen Garten nur noch ein etwa 10 m breiter Fußweg.
Nach dem Tod des Abbé 1807 setzt sich der königliche Gartenarchitekt Ludwig von Sckell dafür ein, dass der inzwischen König gewordene Max I. Josef das Grundstück ankaufte. Sckell sah den Englischen Garten als wahren Volksgarten und wollte den Garten Salaberts als weitläufige Verbindung zwischen dem Hofgarten in den Englischen Garten öffentlich zugänglich machen. Der Ankauf geschah, aber der Garten blieb der Öffentlichkeit noch lange versperrt. 1825 bekam der jüngere Bruder des Königs, Carl von Bayern, das Palais und den Garten als Wohnsitz zur Verfügung; damit entstand der Name Prinz-Carl-Palais. Carl ließ auf dem größten Teil der Nordseite einen Seitenflügel errichten, der bis 1937 bestand. Ab dem mittleren Drittel des 19. Jahrhunderts wurde die Umgebung der Anlage zunehmend dichter bebaut.
Nach Carls Tod 1875 und bis 1924 wurden Palais und Garten zunächst von der Österreichischen Gesandtschaft, dann dem Finanzminister und schließlich dem Obersten Rechnungshof genutzt. Das im Norden verlaufende Palaisbächl wurde 1885 überwölbt, weil es wegen Wasserverschmutzung und Gestanks nicht mehr zum Charakter des Grundstücks passte. Die Nutzung durch den Finanzminister gab der Anlage den Namen Finanzgarten. 1924 wurde das Palais der Amtssitz des Bayerischen Ministerpräsidenten.
Im Nationalsozialismus wurde bis 1937 im Zusammenhang mit dem Bau des Hauses der Deutschen Kunst die Von-der-Tann-Straße massiv verbreitert. Dazu wurde der Nordflügel des Prinz-Carl-Palais abgebrochen und ein Streifen des gesamten Grundstücks mit der Straße überbaut. Das Palais wurde gleichzeitig als Gästehaus umgebaut und 1937 und 1938 von Benito Mussolini genutzt. Dazu wurde auch der Garten neu gestaltet und ein Brunnen aus dem von der Straßenverbreiterung in Anspruch genommenen Grundstücksteil auf die neue Terrasse verlegt. Der westlichste Teil des Grundstücks an der Ludwigsstraße wurde mit dem Haus der Ministerien, dem heutigen Landwirtschaftsministerium bebaut, an den Baukörper schloss sich im Osten ein bis heute erhaltener Tiefbunker, der so genannte Gauleiterbunker an.
Im Zweiten Weltkrieg gab es Schäden an allen Bauwerken und dem Baumbestand. Nach dem Krieg übernahm die amerikanische Militärregierung die Fläche und richtete im westlichen Teil des Grundstücks einen Parkplatz und eine Tankstelle ein. Das Prinz-Carl-Palais wurde von 1948 bis 1966 Sitz der Bayerischen Akademie der Schönen Künste. Der höherliegende Teil des Grundstücks auf der ehemaligen Bastion wurde 1955 zur öffentlichen Grünanlage, der untere Teil blieb bis 1963 in der Nutzung der Amerikaner. 1964, nach dem Abzug der Amerikaner und dem Abriss ihrer Bauten, wurde das Grundstück als Landschaftsschutzgebiet ausgewiesen, 1969 folgte ein Bebauungsplan, der es zur öffentlichen Grünanlage erklärte. Diese Widmung wurde aber zunächst wieder nicht umgesetzt, weil seit 1966 der Ausbau des Altstadtrings geplant wurde. Die Von-der-Tann-Straße nördlich des Gartens wurde zur Hauptverkehrsachse nach Osten, darunter sollte ein Tunnel an der Grundstücksgrenze geführt werden. Große Teile der tiefer gelegenen Fläche wurden für die Baustelle gebraucht.
1968/69 wurden Pläne für die Errichtung einer neuen Staatskanzlei auf dem Grundstück des Finanzgartens erstellt. Ein Architektenwettbewerb erbrachte den Siegerentwurf von Uwe Kiessler, der die Durchlässigkeit des Grundstücks für die Öffentlichkeit zur Grundlage hatte. Das Gebäude sollte aufgeständert in der Landschaft stehen. 1972 wurde der Tunnel des Altstadtrings eröffnet, die Flächen der Baustelle nutzte das Landwirtschaftsministerium anschließend ohne Genehmigungsverfahren rechtswidrig als Parkplatz. 1975 wurden die Pläne für eine durchlässige Staatskanzlei im Finanzgarten wegen Sicherheitsbedenken in Frage gestellt, als Standort für dieses Projekt wurde später die Ruine des Armeemuseums am nahe gelegenen Ostrand des Hofgartens ausgewählt. 1979 wurde erstmals ein öffentlicher Durchgang durch das Grundstück geschaffen. Die Freigabe als Grünfläche, wie im Bebauungsplan ausgewiesen, wurde aber wegen der Planungen einer Tiefgarage über dem Bunker des Landwirtschaftsministeriums weiter zurückgestellt.
Nach langjährigen Bürgerprotesten wurde 1984 der größte Teil des rechtswidrigen Parkplatz des Ministeriums aufgegeben, der Finanzgarten wurde schließlich bis auf einen kleinen Teil zur öffentlichen Grünfläche. Der Bezirksausschuss Maxvorstadt sammelte Spenden aus der Bürgerschaft, mit denen die ersten Bäume auf dem Gelände gepflanzt wurden.

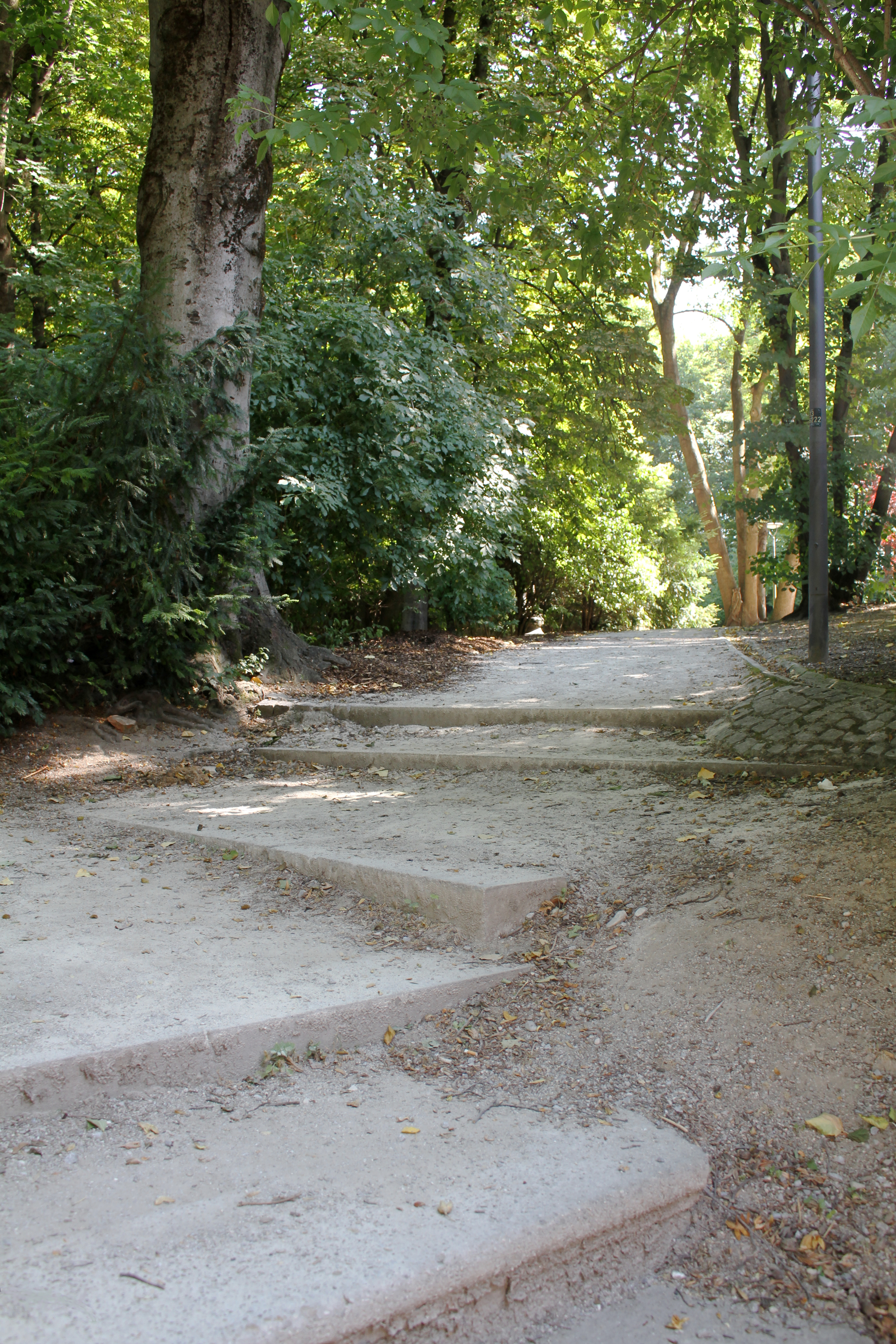
Treppen zum höchsten Punkt von Süden

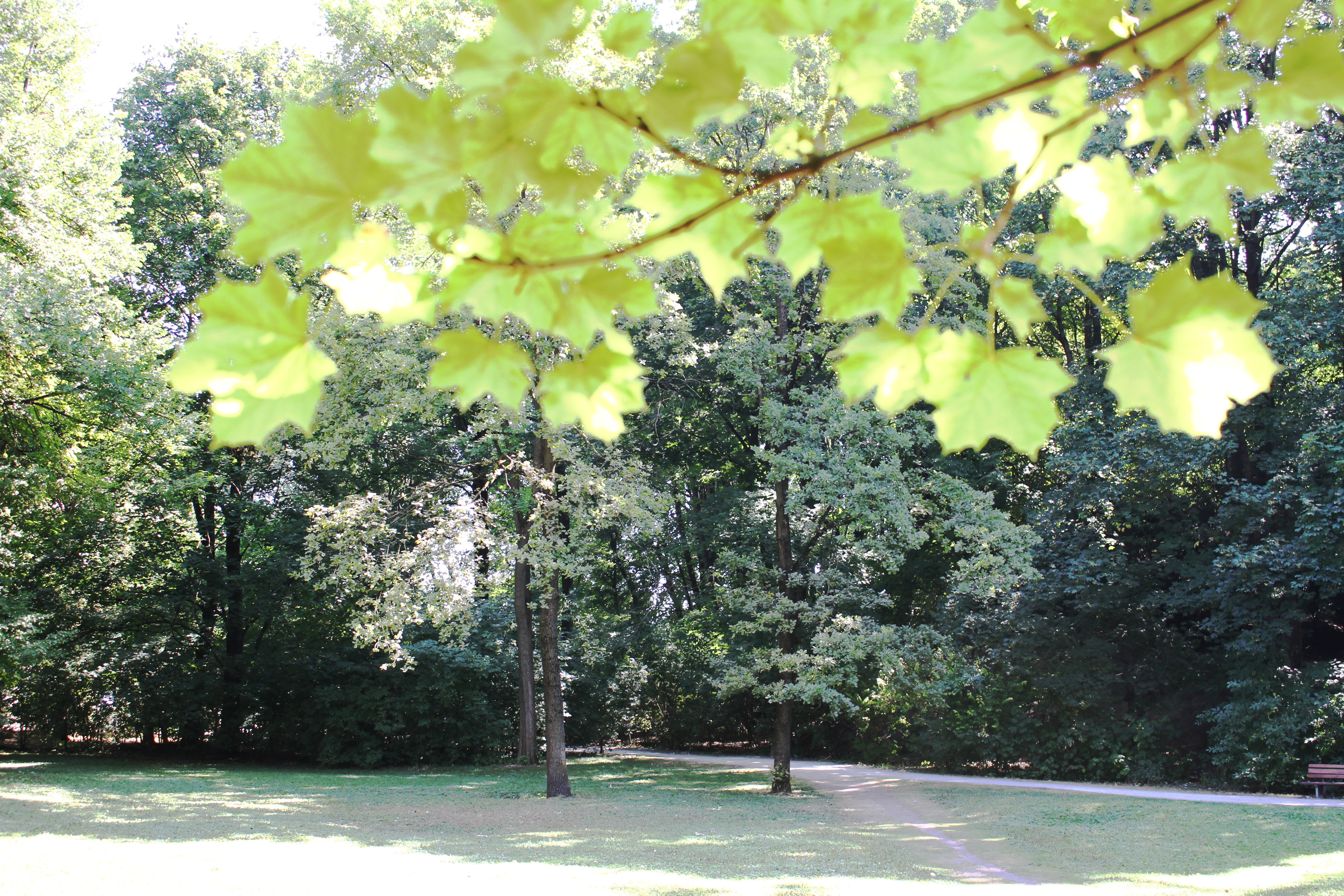
Wiesenfläche im Westen

## Gestalt der Anlage
Der kleine Park liegt südlich der als Teil des Altstadtrings viel befahrenen Von-der-Tann-Straße, die ihn vom Englischen Garten trennt. Südlich anschließend verläuft die kleine Galeriestraße als Sackgasse, an der das Galeriegebäude des Hofgartens liegt. Im Südosten geht der Finanzgarten in die Grünflächen des Hofgartens über.
Von Ost nach West liegt zunächst in der Kurve des Altstadtrings ein runder Zierteich des Köglmühlbachs mit einer Fontäne. An ihn schließt sich das Gelände des Prinz-Carl-Palais mit einer kleinen eingezäunten und für die Öffentlichkeit nicht zugänglichen Gartenfläche, die bei Staatsbesuchen auch als Parkplatz dienen kann. Westlich davon steigt das Gelände maximal 7 Meter zur ehemaligen Bastion an, Hang und Bastion gehören zum Finanzgarten und sind locker mit Laubbäumen bewaldet. Die Bastion hatte ursprünglich die Form eines nach Norden gerichteten Dreiecks, sie ist heute nicht mehr so klar im Gelände abzulesen, erhalten ist aber die breite Basis im Süden und eine nach Norden etwas zulaufende Form. Auf dem höchsten Punkt der Bastion wurde die schon von Salabert errichtete Grotte in vereinfachter Form rekonstruiert. Nach Westen schließt sich an die Bastion der flache Teil des Finanzgartens an, der etwa ein Drittel der Gesamtfläche ausmacht. Er weist eine große offene Wiesenfläche auf, seine Ränder sind baumbestanden. Darauf folgen der Parkplatz des Landwirtschaftsministeriums mit dem darunter liegenden Bunker und schließlich der Ministeriumsbau selbst.
Der Finanzgarten ist eingezäunt, im Süden an der Bastion wird der Zaun teilweise durch eine Abfangmauer ersetzt. Es gibt mehrere Tore auf der Südseite und je eines im Osten und Norden. Nach Westen zum Landwirtschaftsministerium ist der Park nicht zugänglich. Im Garten gilt seit 1. Juni 2018 eine Verordnung der Schlösser- und Seenverwaltung für den Englischen Garten (Südteil), Hofgarten und Finanzgarten.

## Dichtergarten
Seit 1984 werden im Park unter der Bezeichnung Dichtergarten Dichter und Literaten, die mit der Stadt München verbunden sind, gewürdigt. Die auffälligste Anlage ist die Dichtergrotte zu Ehren von Heinrich Heine, der 1827/28 in München lebte, als er sich erfolglos um eine Professur bewarb. In der Grotte sitzt eine Bronzeplastik von Toni Stadler an einem kleinen Brunnen. Die anderen Künstler werden durch Statuen geehrt. Bisher gibt es eine von Fjodor Iwanowitsch Tjuttschew und seit Juli 2007, zur Feier des 20-jährigen Jubiläums der Partnerschaft von Shandong (China) mit dem Land Bayern, eine Statue des chinesischen Philosophen Konfuzius. Im Oktober 2010 wurde feierlich eine Statue des polnischen Komponisten Frédéric Chopin enthüllt. Die Bronzestatue ist ein Werk des Bildhauers Jozek Nowak und wurde von der Republik Polen gestiftet. Das  Denkmal erinnert an den Kurzbesuch 1831 des Komponisten in München.

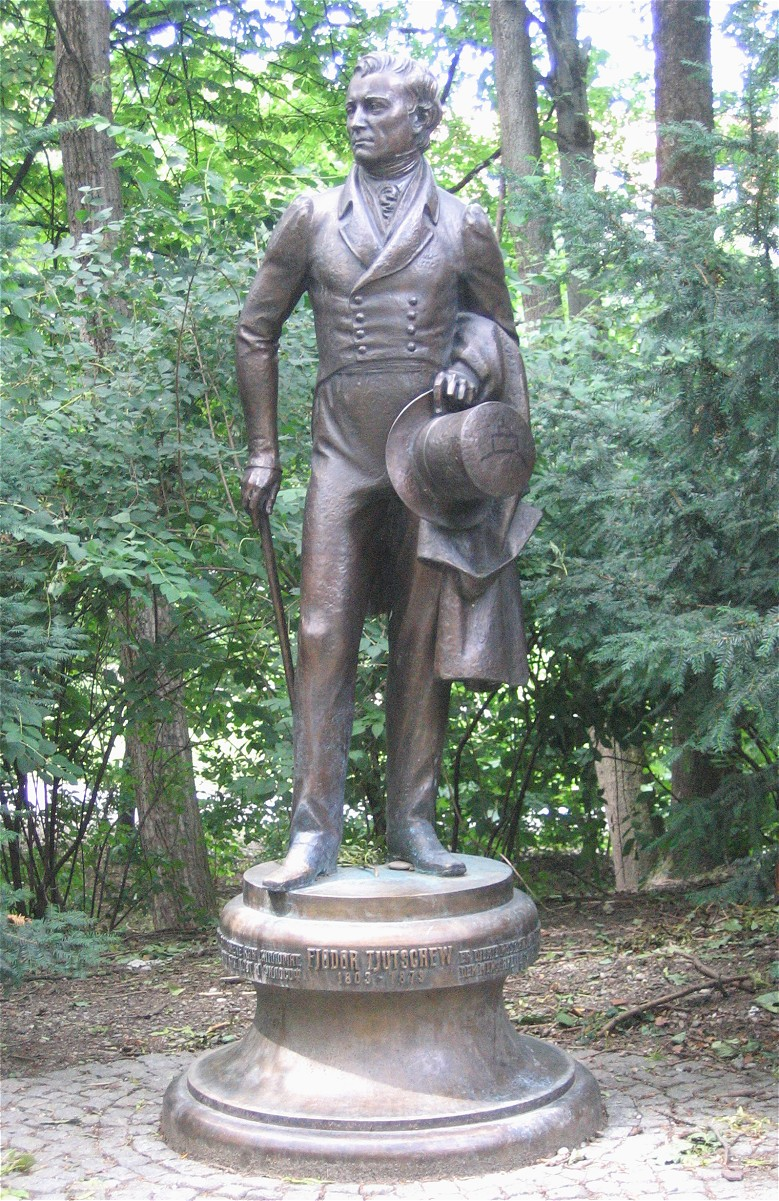
Statue von Fjodor Iwanowitsch Tjuttschew
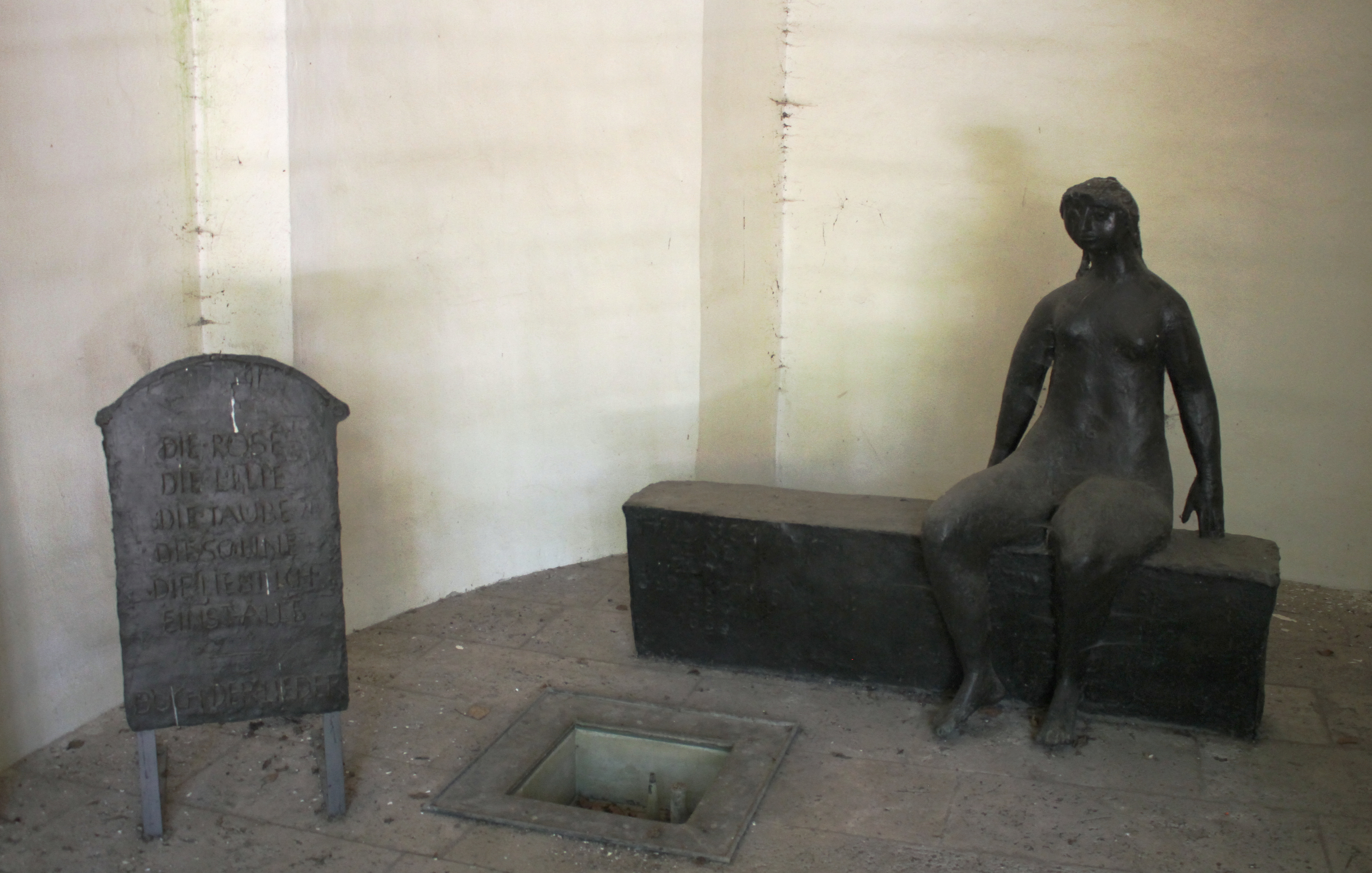
Heinrich-Heine-Denkmal, Bronzeplastik (1957/58) von Toni Stadler
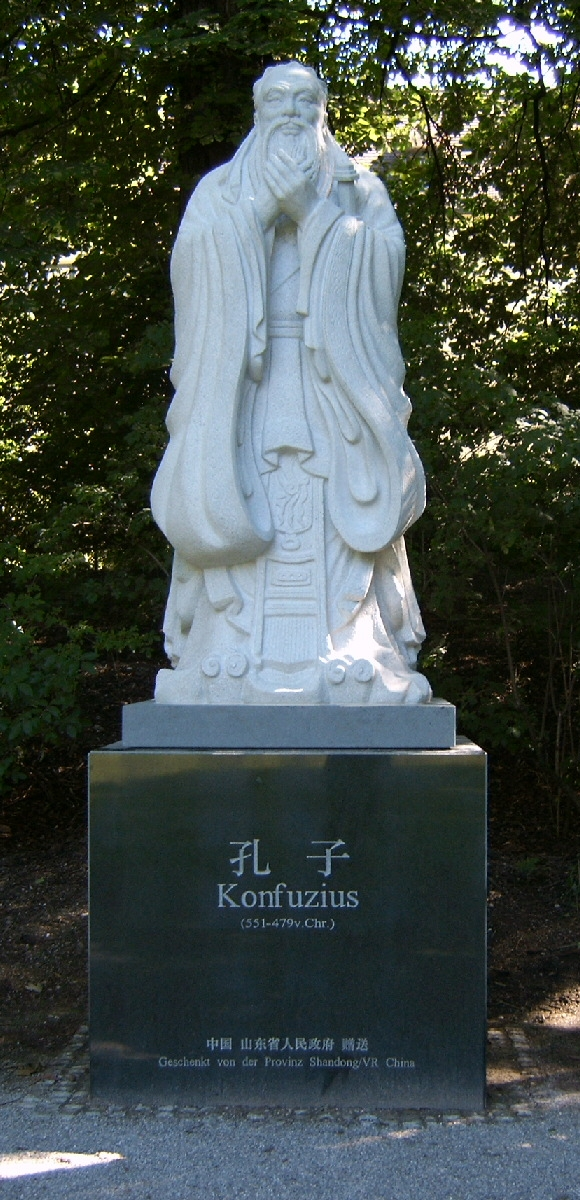
Konfuziusstatue
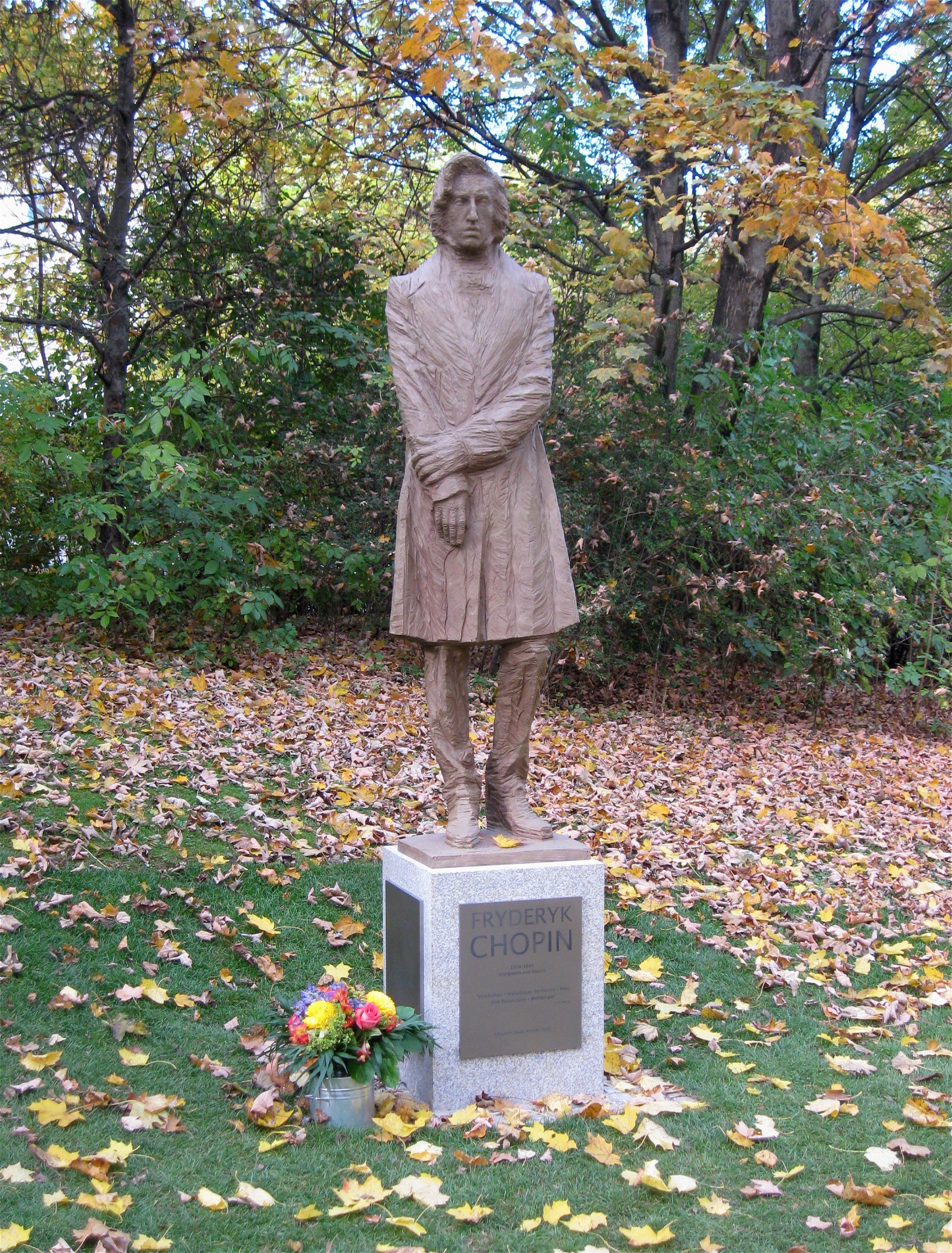
Frederic Chopin Statue von Józek Nowak, 2010.

## Debatte um den  Konzertsaal am Finanzgarten
Eine langjährige Kulturdebatte in München ist die Frage des Neubaus eines weiteren Konzertsaals. Der Finanzgarten war immer wieder als möglicher Standort im Gespräch. Dabei würde der Parkplatz des Landwirtschaftsministeriums zusammen mit mindestens einem Teil des westlichen, flachen Geländes des Finanzgartens überbaut. Im Dezember 2015 entschied der Freistaat Bayern, das Konzerthaus München im Werksviertel am Ostbahnhof zu bauen.